# قائمة الشركات الفلسطينية
هذه قائمة ببعض أهم الشركات في فلسطين.

## شركات اتصالات فلسطينية
- الاتصالات الفلسطينية
- جوال (شركة اتصالات)
- أوريدو للاتصالات
- مدى العرب

## بنوك فلسطين
- البنك العربي
- البنك الإسلامي الفلسطيني
- بنك القدس
- بنك فلسطين
- بنك الاستثمار الفلسطيني
- البنك الوطني الإسلامي
- البنك الوطني
- مصرف الصفا

## صناعات غذائية فلسطينية
- سنيورة
- مخمرة الطيبة
- سنقرط
- الجنيدي
- الصفا

## شركات تجارية فلسطينية
- الشركة العربية الفلسطينية للاستثمار
- شركة بيرزيت للأدوية

## شركات إعلان فلسطينية
- عيون ميديا

## روابط خارجية
- البورصة الفلسطينية